# Rózsadomb
Rózsadomb (Różane wzgórze) – jedno z osiedli II dzielnicy Budapesztu. Jest jednym z najbardziej znanych i najbardziej prestiżowych terenów mieszkalnych zarówno w Budapeszcie, jak i w całych Węgrzech.

## Położenie
Rózsadomb leży we wschodniej, górzystej części II dzielnicy. Sąsiednie osiedla to  Országút, Rézmál, Vérhalom, Szemlőhegy i Felhévíz. Graniczne ulice to Bimbó út, Alsó Törökvész út, Vérhalom utca, Veronika utca, Zivatar utca.
Wprawdzie nazwa Rózsadomb urzędowo określa tylko stosunkowo niewielkie osiedle, to w szerszym znaczeniu budapeszteńczycy określają tą nazwą luksusowe tereny mieszkalne położone na pagórkowatym terenie II dzielnicy, takie jak Csatárka, Látó-hegy (Gugger-hegy), Pálvölgy, Zöldmál, Szemlőhegy, Törökvész, Vérhalom i Rézmál.

## Historia
Zgodnie z legendą w czasie niewoli tureckiej obsadzono wzgórze różami Gül Baby i stąd może pochodzić jego nazwa. Podobnie jak na zboczach wzgórz w XII dzielnicy również tutaj w końcu XIX i na początku XX wieku zaczęły powstawać działki weekendowe i domki letniskowe, tworząc tereny rekreacyjne. Następnie ówczesne elity, zamożni przedsiębiorcy, handlowcy i właściciele fabryk zaczęli budować tu imponujące, przestronne wille. Po II drugiej wojnie światowej dotychczasowym właścicielom odebrano ich nieruchomości i przekazano wysokim rangą funkcjonariuszom partii komunistycznej. Z tego powodu do gwary peszteńskiej trafiło ironiczne określenie wzgórz – „Káderdülő” (Kadrowe pole).

## Komunikacja
Do osiedla można dotrzeć komunikacją publiczną: tramwajami nr 4 i 6 oraz autobusami nr 11, 91, 111, 191 i 291. Ważniejszymi ulicami są: Bimbó út, Rómer Flóris utca, Szemlőhegy utca, Keleti Károly utca, Apostol utca i Vérhalom utca.
W pobliżu znajduje się wyspa Małgorzaty, Centrum Handlowo-rozrywkowe Mammut 1-2 (Mammut 1-2 bevásárló és Szórakoztató Központ), centrum kulturalne Millenáris, plac Kálmána Szélla (Széll Kálmán tér) i Budziński Szpital Dziecięcy (Budai Gyermekkórház).

## Współczesność

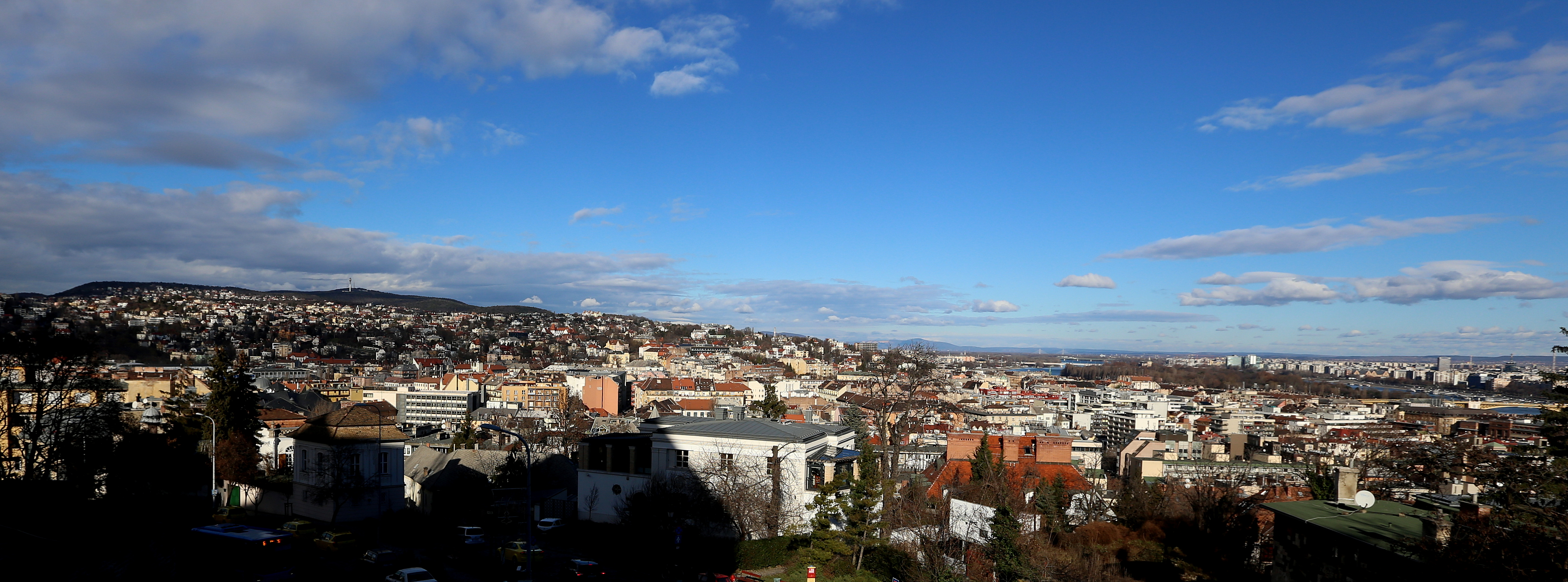
Widok na Rózsadomb ze Wzgórza Zamkowego

Osiedle stało się znane dzięki imponującym willom i ich słynnym mieszkańcom. Ceny mieszkań są bardzo wysokie i w 2006 r. wahały się w granicach 400–500 tys. forintów (ok. 6000–7500 zł) za metr kwadratowy, będąc jednymi z najwyższych na Węgrzech. Swoją wyjątkową popularność osiedle zawdzięcza 
znakomitym warunkom miejscowym. Pomimo bliskości centrum (1,5–2 km) jest to cicha, spokojna okolica z czystym powietrzem. Znajdują się tu rozległe tereny zielone i parki ze starodrzewem. Z góry roztacza się wyjątkowa panorama na Góry Budzińskie, Wzgórze Zamkowe, Parlament, Dunaj i Wyspę Małgorzaty. 
Zabudowa osiedla jest różnorodna. Napotkać można stare wille z przełomu XIX i XX stulecia, które obecnie użytkowane są jako centrale firm, prywatne kliniki czy ambasady, budynki wielorodzinne położone wśród zieleni i oczywiście słynne rezydencje.

## Warto zobaczyć
- System jaskiniowy w dolinie Pawła (Pál-völgyi-barlangrendszer) – jaskinia udostępniona do zwiedzania
- Jaskinia na Górze Szemlő (Szemlő-hegyi-barlang) – jaskinia udostępniona do zwiedzania